# ジョー・ペシ
ジョー・ペシ（Joe Pesci, 1943年2月9日 - ）は、アメリカ合衆国の俳優。ニュージャージー州ニューアーク出身。イタリア系アメリカ人。1990年の『グッドフェローズ』でアカデミー助演男優賞を受賞した。

## 来歴
身長158cmと小柄ながら甲高い嗄れ声と独特の発音を生かした演技で特異な存在感があり、「怪優」ともいわれる存在である。暴力的な役柄で実力を発揮し、マフィアの構成員を演じた『グッドフェローズ』でアカデミー助演男優賞を受賞した他、『ワンス・アポン・ア・タイム・イン・アメリカ』、『カジノ』などでマフィアを演じ、暴力的なイタリア系マフィアの役がタイプキャスト化しているが、『いとこのビニー』や『ホーム・アローン』シリーズ、『リーサル・ウェポン』シリーズなどではコメディーセンスも発揮するなど演技の幅は広い。
同じイタリア系のロバート・デ・ニーロとは非常に親しく、デ・ニーロが監督と出演を務めた『グッド・シェパード』（2006年）では8年ぶりの映画出演を果たした。
2011年には出演予定だったGotti: In the Shadow of My Fatherを降板させられたとしてプロデューサーを訴えた。
2019年、マーティン・スコセッシ監督作品の『アイリッシュマン』で9年ぶりに映画に出演し、実在したマフィアのボスを演じてアカデミー助演男優賞にノミネートされた。
ゴルファーとしてプロツアーに参戦した他、ブリーダーズカップ・ディスタフで勝利を収めたラウンドポンドなどの馬主でもある。
俳優になる以前の若い頃から、「シェリー」で世界的に有名なバンドフォー・シーズンズのメンバー達と親しく、バンドでほとんどの作曲を手掛けているボブ・ゴーディオは、ジョーの紹介で無名時代のバンドに加入したとされており、これはクリント・イーストウッド監督の映画『ジャージー・ボーイズ』の中でも描かれている。

## 主な出演作品
| 公開年 | 邦題 原題                                                              | 役名                   | 備考 | 吹き替え                                                                                          |
| ------ | ---------------------------------------------------------------------- | ---------------------- | --- | ------------------------------------------------------------------------------------------------- |
| 1980   | レイジング・ブル Raging Bull                                           | ジョーイ・ラモッタ     | アカデミー助演男優賞 ノミネート 英国アカデミー賞新人賞 受賞                                                       | （吹き替え版なし）                                                                                |
| 1982   | 暗闇からの脱出 I'm Dancing as Fast as I Can                            | ロジャー               | |                                                                                                   |
| 1982   | 錆びた黄金 Eureka                                                      | マヤコフスキー         | | （吹き替え版なし）                                                                                |
| 1983   | イージー・マネー/一獲千金 Easy Money                                   | ニッキー               | | 谷口節                                                                                            |
| 1984   | ワンス・アポン・ア・タイム・イン・アメリカ Once Upon a Time in America | フランキー             | | 富田耕生（テレビ朝日版） 仲木隆司（VHS版） 秋元羊介(DVD・BD版）                                   |
| 1987   | 燃える男 Man on Fire                                                   | デヴィッド             | | （吹き替え版なし）                                                                                |
| 1988   | ムーンウォーカー Moonwalker                                            | ミスター・ビッグ       | | （吹き替え版なし）                                                                                |
| 1989   | リーサル・ウェポン2/炎の約束 Lethal Weapon 2                           | レオ・ゲッツ           | | 山下啓介（ソフト版） 青野武（TBS版） 樋浦勉(テレビ朝日版） 樋浦勉（追加録音版） TBA（機内上映版） |
| 1990   | ハートに火をつけて Catchfire                                           | レオ                   | クレジットなし | 辻村真人 （劇場公開版） 石森達幸（バックトラック版） 辻村真人（テレビ東京版）                     |
| 1990   | 本日はお日柄も良く/ベッツィの結婚 Betsy's Wedding                      | オスカー               | |                                                                                                   |
| 1990   | グッドフェローズ Goodfellas                                            | トミー・デヴィート     | アカデミー助演男優賞 受賞 ゴールデングローブ賞 助演男優賞 ノミネート                                              | 山下啓介                                                                                          |
| 1990   | ホーム・アローン Home Alone                                            | ハリー                 | | 青野武（ソフト版） 青野武（フジテレビ版） 樋浦勉（テレビ朝日版） 麦人（機内上映版）               |
| 1991   | ニューヨークのいたずら The Super                                       | ルイ                   | | 青野武                                                                                            |
| 1991   | JFK                                                                    | デヴィッド・フェリー   | | 青野武（ソフト版） 江原正士（テレビ朝日版）                                                       |
| 1992   | いとこのビニー My Cousin Vinny                                         | ビニー・ガンビーノ     | | 青野武                                                                                            |
| 1992   | リーサル・ウェポン3 Lethal Weapon 3                                    | レオ・ゲッツ           | | 青野武（ソフト版） 樋浦勉(テレビ朝日版） 樋浦勉（追加録音版）                                     |
| 1992   | パブリック・アイ The Public Eye                                        | レオン・バーンスタイン | | 青野武                                                                                            |
| 1992   | ホーム・アローン2 Home Alone 2: Lost in New York                       | ハリー                 | | 青野武（ソフト版） 樋浦勉（テレビ朝日版） 青野武（フジテレビ版） 多田野曜平（吹替補完版）         |
| 1993   | ブロンクス物語/愛につつまれた街 A Bronx Tale                           | カーマイン             | | 村松康雄                                                                                          |
| 1994   | ジミー・ハリウッド Jimmy Hollywood                                     | ジミー・アルト         | | 青野武                                                                                            |
| 1994   | きっと忘れない With Honors                                             | サイモン・ワイルダー   | |                                                                                                   |
| 1995   | カジノ Casino                                                          | ニッキー・サントロ     | | 樋浦勉                                                                                            |
| 1997   | エイト・ヘッズ 8 Heads in a Duffel Bag                                 | トミー                 | | （吹き替え版なし）                                                                                |
| 1997   | ゴーン・フィッシン' Gone Fishin'                                       | ジョー・ウォーターズ   | | 青野武                                                                                            |
| 1998   | リーサル・ウェポン4 Lethal Weapon 4                                    | レオ・ゲッツ           | | 青野武（ソフト版） 樋浦勉(フジテレビ版） 樋浦勉（テレビ朝日版） 樋浦勉（追加録音版）              |
| 2006   | グッド・シェパード The Good Shepherd                                   | ジョゼフ・パルミ       | | TBA                                                                                               |
| 2010   | ラブ・ランチ 欲望のナイトクラブ Love Ranch                             | チャーリー             | |                                                                                                   |
| 2019   | アイリッシュマン The Irishman                                          | ラッセル・ブファリーノ | アカデミー助演男優賞 ノミネート ゴールデングローブ賞 助演男優賞 ノミネート 英国アカデミー賞 助演男優賞 ノミネート | 樋浦勉                                                                                            |
| 未定   | リーサル・ウェポン 5 Lethal Weapon 5                                   | レオ・ゲッツ           | |                                                                                                   |

## 日本語吹き替え
主に担当しているのは、以下の二人である。
青野武
『ホーム・アローン』（ソフト版）で初担当。以降、最も多く吹き替えており、ペシの専属（フィックス）として活躍した。
『セサミストリート危機一髪』にペシがゲスト出演した際にも吹き替えを担当している。
樋浦勉
『リーサル・ウェポン2/炎の約束』（テレビ朝日版）で初担当。青野に次いで多く吹き替えており、ペシのもう一人のフィックスとして知られている。
青野の没後に公開された、2019年の『アイリッシュマン』でも吹き替えを担当。
このほかにも、山下啓介、辻村真人、富田耕生なども声を当てている。

## 参照
1. ↑  “役作りのために約14キロも体重を増やしたジョー・ペシ　降板させられプロデューサーを訴える”. シネマトゥデイ. (2011年7月29日) 2013年5月18日閲覧。
2. ↑  “『ホーム・アローン』【折笠 愛】 インタビュー#48”. 吹替の帝王 -日本語吹替版専門映画サイト-.   20世紀フォックス ホーム エンターテイメント. 2019年12月19日時点のオリジナルよりアーカイブ。2023年1月4日閲覧。